# Alibi (1929)
Alibi is een Amerikaanse misdaadfilm uit 1929 geregisseerd door Roland West. De hoofdrollen worden gespeeld door Chester Morris en Mae Busch. De film is gebaseerd op het toneelstuk Nightstick uit 1927.
De film werd genomineerd voor drie Oscars, waaronder de Oscar voor beste film. De film wist uiteindelijk geen nominatie te verzilveren.

## Prijzen en nominaties
| Jaar | Prijs          | Categorie              | Genomineerde(n)         | Uitslag     |
| ---- | -------------- | ---------------------- | ----------------------- | ----------- |
| 1930 | Academy Awards | Beste film             | Beste film              | Genomineerd |
| 1930 | Academy Awards | Beste acteur           | Chester Morris          | Genomineerd |
| 1930 | Academy Awards | Beste productieontwerp | William Cameron Menzies | Genomineerd |